# Elecciones provinciales de Entre Ríos de 1930
Las elecciones generales de la provincia de Entre Ríos de 1930 tuvieron lugar el domingo 1 de junio del mencionado año con el objetivo de renovar los cargos de Gobernador y Vicegobernador, así como los 27 escaños de la Cámara de Diputados y los 14 senadores departamentales, componiendo los poderes ejecutivo y legislativo de la provincia para el período 1930-1934. Fueron los quintos comicios provinciales entrerrianos desde la instauración del sufragio secreto en el país, y las últimas elecciones celebradas en Argentina antes del golpe de Estado de 1930.
Mientras que en buena parte del resto del país la Unión Cívica Radical (UCR) tenía una tendencia a ganar las elecciones de manera casi hegemónica, en Entre Ríos se registró una verdadera competencia entre la UCR y un sector del partido denominado Antipersonalista, que era oficialista a nivel provincial bajo el gobierno de Eduardo Laurencena. Habiendo ganado en abril las elecciones legislativas en dicho distrito, el radicalismo del presidente Hipólito Yrigoyen confiaba en obtener un triunfo fácil en la provincia. Sin embargo, su candidato Enrique Mihura, resultó derrotado por Herminio Juan Quirós, que obtuvo el 52.12% de los votos contra el 47.68% del candidato yrigoyenista. Quirós triunfó en 11 de los 14 departamentos, lo que le facilitó una aplastante mayoría de 36 votos en el Colegio Electoral provincial contra 18 de Mihura. A nivel legislativo, el radicalismo antipersonalista obtuvo mayoría absoluta en la Cámara de Diputados, y el radicalismo yrigoyenista perdió el quorum en el Senado Provincial, aunque continuó siendo el bloque más grande con 6 escaños sobre 5 del antipersonalismo y 3 del conservadurismo provincial, que formaría una coalición con el antipersonalismo.
La derrota en Entre Ríos fue un duro revés para el gobierno de Yrigoyen, que experimentaba una fuerte crisis por la Gran Depresión a nivel mundial, iniciada en 1929. Hasta el final del escrutinio, al propio Yrigoyen le habían llegado informes de que el radicalismo yrigoyenista estaba ganando por "un amplio margen". Si bien el 6 de septiembre de ese mismo año se produjo un golpe de Estado, encabezado por José Félix Uriburu, que derrocó a Yrigoyen e intervino la mayoría de las provincias, Laurencena y Quirós lograron negociar con Uriburu y reconocieron su gobierno, por lo que el régimen de facto no intervino la provincia y el gobierno constitucional entrerriano se mantuvo intacto, asumiendo Quirós la gobernación el 1 de octubre. Sin embargo, Quirós no completó el mandato constitucional. Tanto él como su vicegobernador, Cándido Uranga, murieron al año siguiente. Uranga el 8 de mayo, y Quirós el 11 de septiembre de 1931. Se sucedieron provisoriamente en la gobernación interina Atanasio Eguiguren, Alfredo Giandana, y Carlos Irigoyen, hasta que finalmente se realizaron elecciones, donde triunfó Luis Etchevehere, también radical antipersonalista.

## Resultados

### Gobernador y vicegobernador
|  | 52,12 % |

|  | 47,68 % |

|  | 0,20 % |

|  | 100 % |